# Wilde Weiße
Die Wilde Weiße ist ein kleiner Fluss im Ilm-Kreis. Sie ist etwa 12 km lang und durchfließt das Jonastal, wo sie auch ihre Quellen hat. Sie mündet bei Arnstadt linksseitig in die Gera.
Der Fluss wurde erstmals im Jahr 704 als Huitteo (latinisiert ahd. *Hwīzziu) urkundlich erwähnt. Der Name leitet sich vom germanischen *hweita- für „weiß“ ab.
Die Zahme Weiße (auch „Kelle“ genannt) war ein Bach oder offener Graben, der von der Wilden Weiße gespeist wurde und der Trinkwasserversorgung der Stadt Arnstadt diente. Sie floss entlang der Schönbrunnstraße bis zur Hohen Bleiche, unter der Straße hindurch zur „Brunnenkunst“. Hier wurde das Wasser mit einem Schöpfrad in den Hochbehälter gehoben, der die Brunnen der Stadt versorgte.
Über ein weit verzweigtes Grabensystem, das auch zur Versorgung der Industrie diente, erfolgte der Abfluss über die Wilde Weiße in die Gera.